# Lamb Chopz
Lamb Chopz — п'ятий міні-альбом американського репера Esham, виданий лейблом Reel Life Productions 30 жовтня 2007 р. Всі 6 пісень платівки також присутні на мікстейпі The Butcher Shop,випущеному 25 березня 2008 р. Послідовність цих композицій на двох релізах ідентична.

## Список пісень
| #  | Назва                   | Тривалість |
| -- | ----------------------- | ---------- |
| 1. | «Lamb Chopz»            | 1:45       |
| 2. | «American Psycho»       | 2:28       |
| 3. | «Deadbeat Mom»          | 3:22       |
| 4. | «Forgot About E»        | 1:37       |
| 5. | «Mr. Honeynut Cheerioz» | 2:12       |
| 6. | «I Got Flow»            | 2:45       |